# Mariano Comense
Mariano Comense là một đô thị và thị xã của Ý. Đô thị này thuộc tỉnh Como trong vùng Lombardia. Mariano Comense có diện tích 13,72 km2, dân số theo ước tính năm 2010 của Viện thống kê quốc gia Ý là 23.680 người. 
Các đơn vị dân cư:
Đô thị Mariano Comense giáp với các đô thị: